# Martin Birkner
Martin Birkner (* 12. März 1957) ist ein ehemaliger deutscher Handballspieler und -trainer. Der Torwart wurde mit dem TSV Grün-Weiß Dankersen Deutscher Meister.

## Karriere
Birkner begann beim TuS Südhemmern mit dem Handballspielen und wurde 1975 als A-Jugendlicher des TSV Grün-Weiß Dankersen zum dritten Torwart der Bundesliga-Mannschaft. Dort kam er jedoch zunächst ausschließlich in Freundschaftsspielen zum Einsatz und spielte in der Reserve-Mannschaft in der Verbandsliga. Als Martin Karcher sich im März 1977 vom Verein abmeldete, wurde er zur Nummer zwei hinter Rainer Niemeyer. An seinem 20. Geburtstag am 12. März 1977 feierte Birkner sein Bundesliga-Debüt beim 23:15-Auswärtssieg beim SC Phönix Essen und wurde so am Saisonende Deutscher Meister. Beim 21:20-Finalsieg gegen den TV Großwallstadt kam er jedoch nicht zum Einsatz. Ab der Saison 1979/80 rückte er auch aufgrund von Verletzungsproblemen zunehmend wieder in die 2. Mannschaft zurück und entschied sich zu einem Wechsel zum Rivalen TuS Nettelstedt. Doch auch dort musste er zunächst in der zweiten Mannschaft spielen und hatte somit auch keinen Anteil am Sieg im Europapokal der Pokalsieger 1981. Erst nach zwei Jahren rückte er ins Bundesliga-Team. Am Saisonende stieg der Verein ab und Birkner wechselte zum Zweitligisten VfL Hameln. 1986 konnte der Bundesliga-Aufstieg gefeiert werden. Danach schloss er sich dem Oberligisten TV Sachsenroß Hille an. Ein Jahr später stieg er mit dem Verein in die Regionalliga auf. Ende 1989 zog er sich einen Kreuzbandriss zu und beendete im Februar 1990 seine Karriere.
Von 1988 bis 1993 war er Trainer der B- bzw. der A-Jugend des TV Sachsenrß Hille. Nach einer einjährigen Pause stieg er bis 1996 wieder bei der A-Jugend ein.

## Sonstiges
Birkner hat Sport und Biologie an der Universität Bielefeld studiert und legte im Mai 1987 sein zweites Staatsexamen ab. Als arbeitsloser Sportlehrer stellte der TV Hille ihn ab Dezember 1987 im Rahmen einer Arbeitsbeschaffungsmaßnahme ein. Er war stark mit der Betreuung des Breitensports beschäftigt.
Ab 1995 stellten sich bei Birkner Sehprobleme ein. Untersuchungen ergaben, dass er an Uveitis erkrankt war, was letztlich zu seiner fast vollständigen Erblindung führte. Dennoch lief er unter anderem den Minden-Marathon 2001 und beim Porta-Marathon 2010 den Halbmarathon. Auch als Lehrer arbeitet er weiter an einer Förderschule für geistige Entwicklung.